# Вилла Сан-Мартино
Вилла Сан-Мартино (итал. Villa di San Martino), или Вилла Бонапарт — одна из двух резиденций, в которых Наполеон Бонапарт проживал на острове Эльба в период с мая 1814 года по февраль 1815 года после своего первого отречения. Находится в 6 км от центра коммуны Портоферрайо в сторону Марчаны, в долине Сан-Мартино, Тоскана. Скромный загородный дом был подарен Наполеону его сестрой Полиной.
Хотя эту виллу часто называют загородным домом, она фактически была основным местом жительства императора в изгнании, который для своей общественной деятельности использовал другой дом, Палаццина Мулини, расположенный в верхней части Портоферрайо.

## История и архитектура

### Вилла

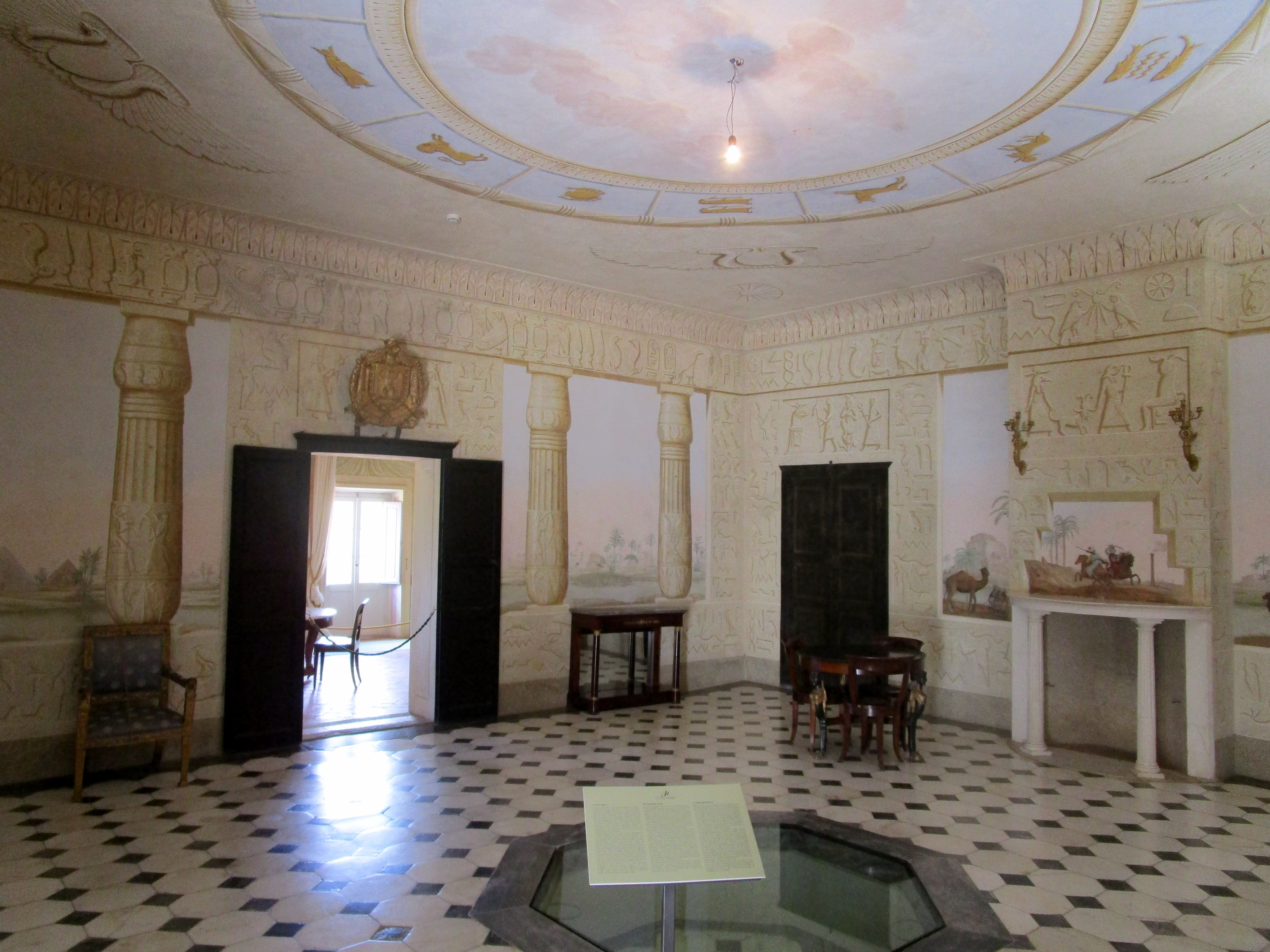
Египетская комната виллы Сан-Мартино

Несмотря на небольшие размеры виллы, Наполеон хотел, чтобы в ней царил парижский комфорт и изысканность. После прибытия на Эльбу он начал переустройство здания. Оно включало в себя расширение здания, реконструкцию фасада, обустройство сада с видом на гавань Портоферрайо и внутреннюю отделку, выполненную пьемонтцем Антонио Винченцо Ревелли.
В плане двухэтажный дом представляет собой квадрат. На первом этаже находится неоклассическая ванная комната под названием Полина (итал. di Paolina), с фресками, изображающими Истину (итал. Verità).
На втором этаже расположены апартаменты Наполеона. Его центром является Египетская комната (итал. Sala egizia), украшенная иероглифами и пирамидами, с большим зодиаком на потолке и сценами, представляющими основные моменты эпопеи Наполеона (в частности, его египетского похода); в центре комнаты находится восьмиугольный бассейн. К Египетской комнате с трёх сторон примыкают семь комнат:
- генеральская приёмная;

- комната генерала Антуана Друо;

- комната генерала Анри Гасьена Бертрана;

- комната «Любовный узел» (итал. Sala del nodo d’amore), посвящённая его союзу с Марией-Луизой Австрийской. Комната была названа в честь росписи на потолке, на которой изображены два голубя, которые тянут нити узла в клювах в разные стороны, тем самым ещё сильнее его затяговая. Эта комната была местом встречи генерального штаба Наполеона и называлась также Залом совета. Генеральный штаб состоял из двух вышеупомянутых генералов, которые занимали пост министра внутренних дел и губернатора острова, Пьера Камбронна и казначея Пейрусса;

- спальня Наполеона;

- вестибюль;

- кабинет Наполеона.

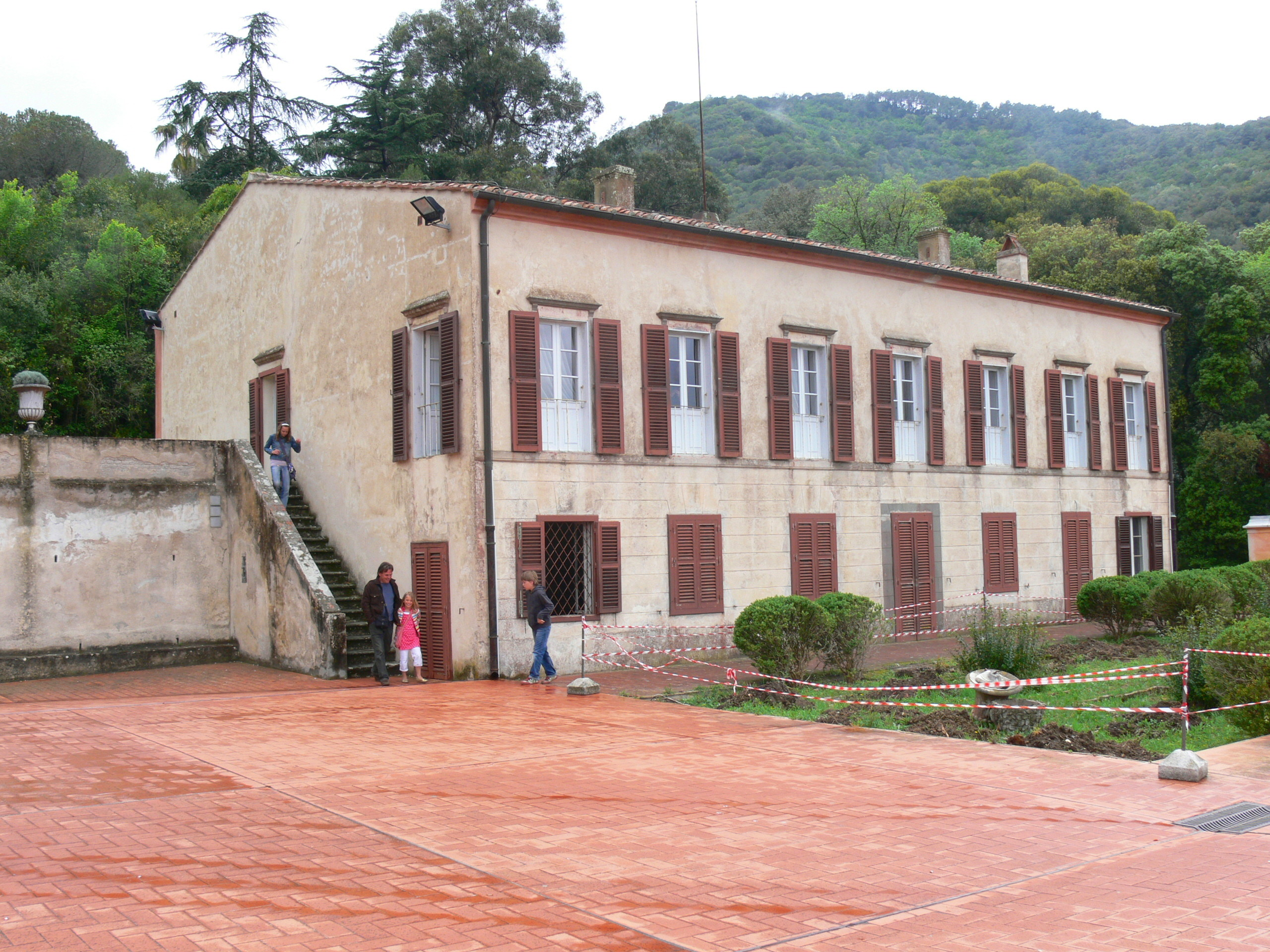
Вилла
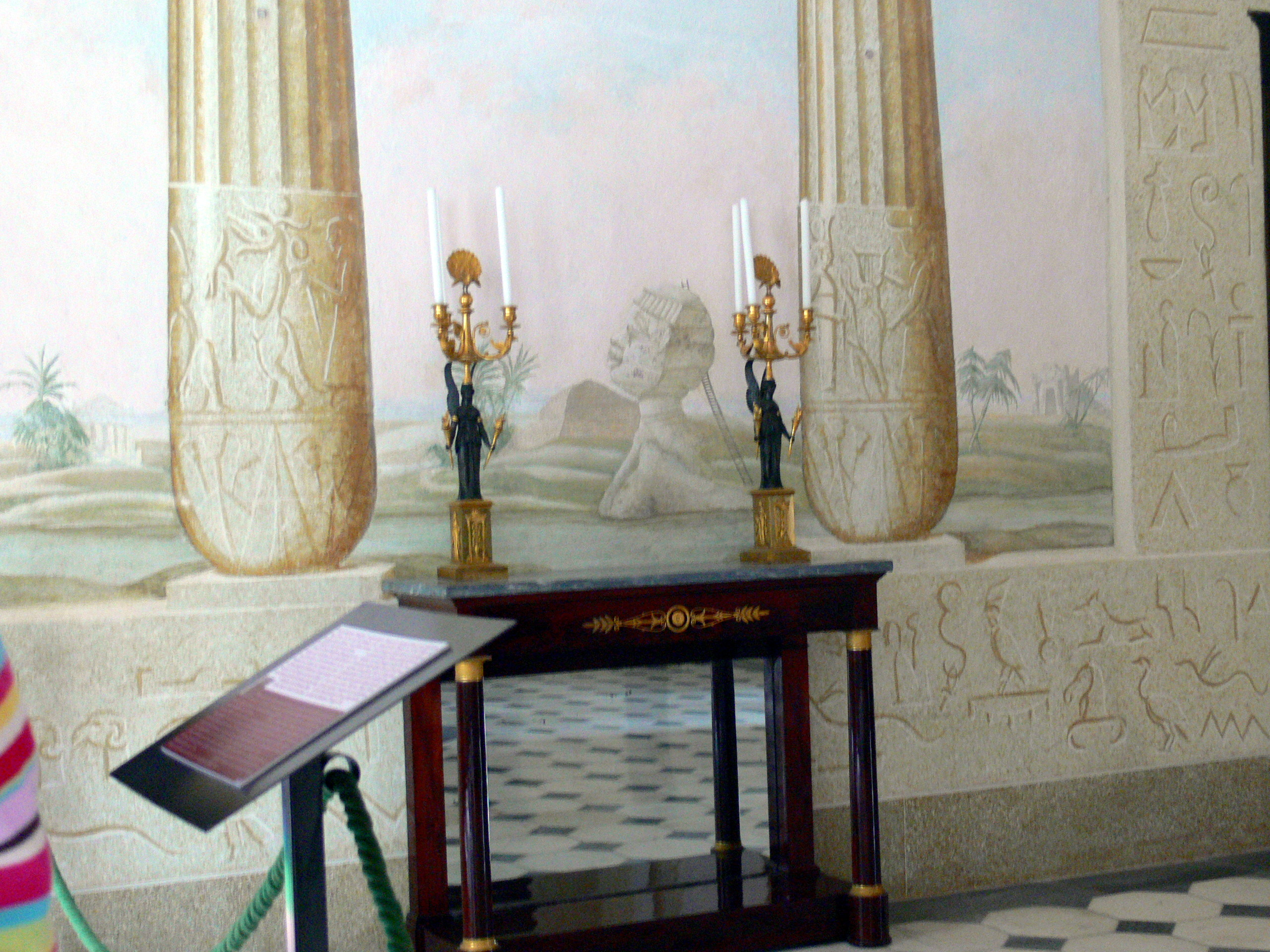
Египетская комната
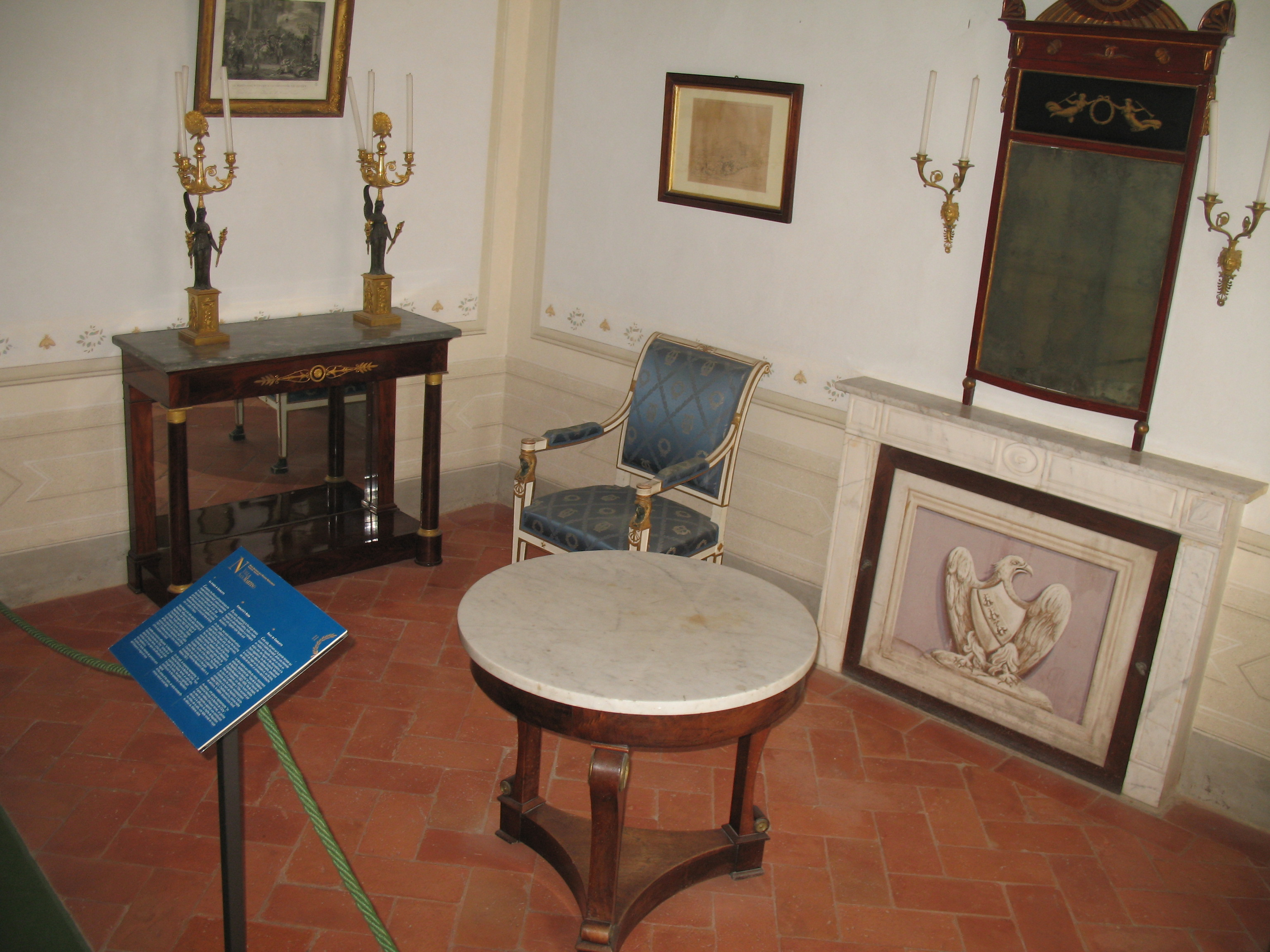
Комната генерала Бертрана
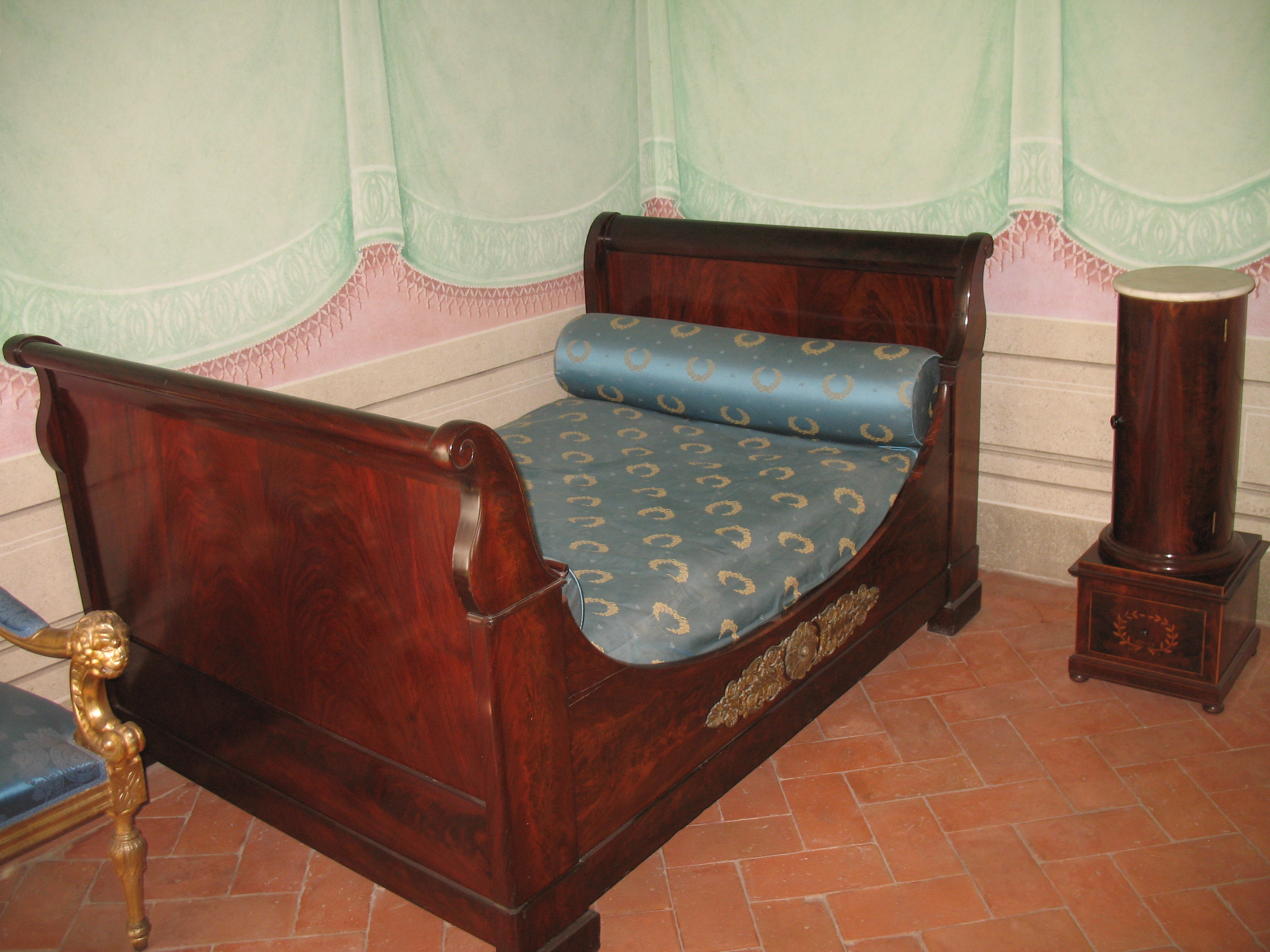
Кровать в комнате Наполеона
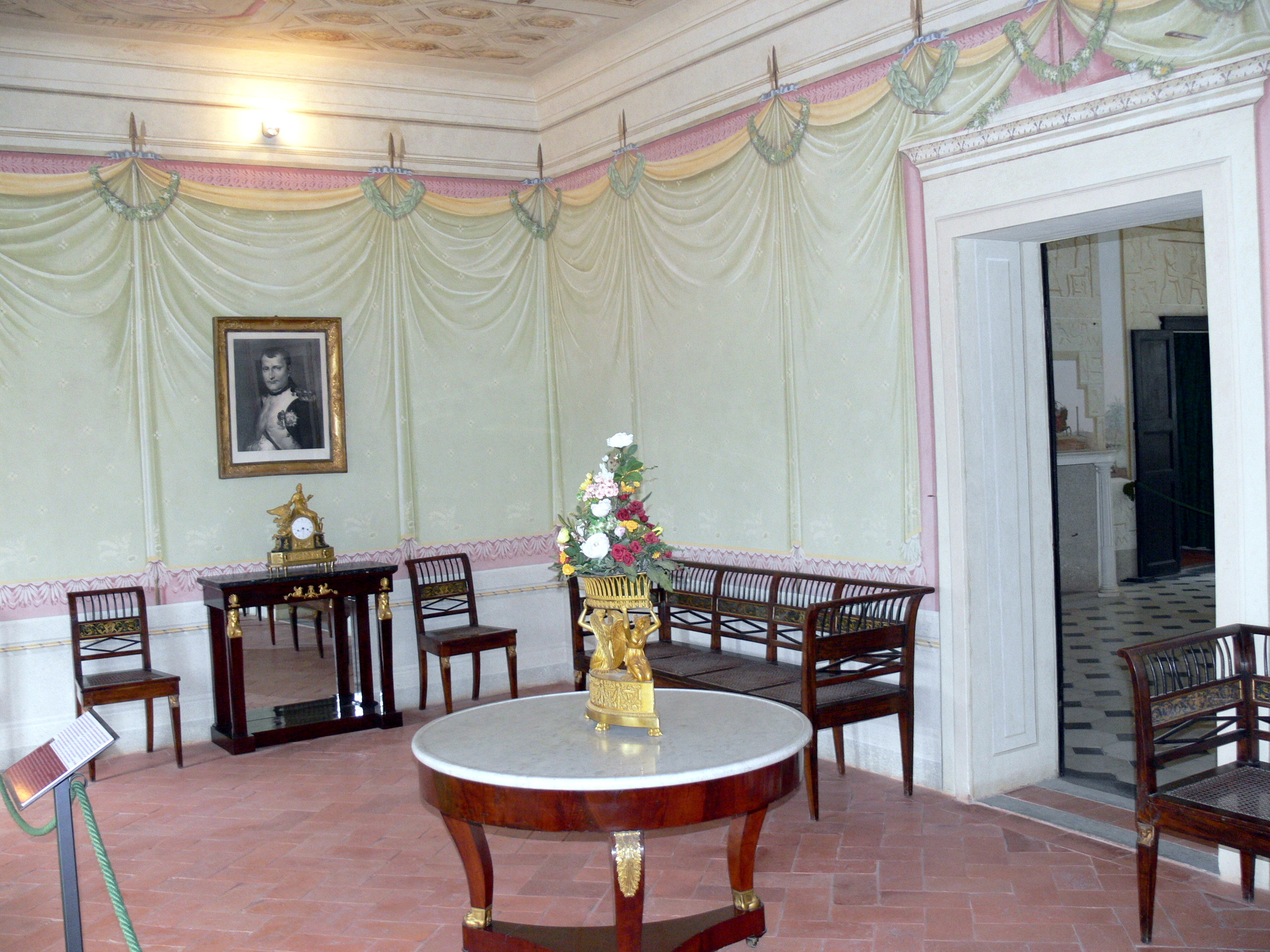
Комната «Любовный узел»
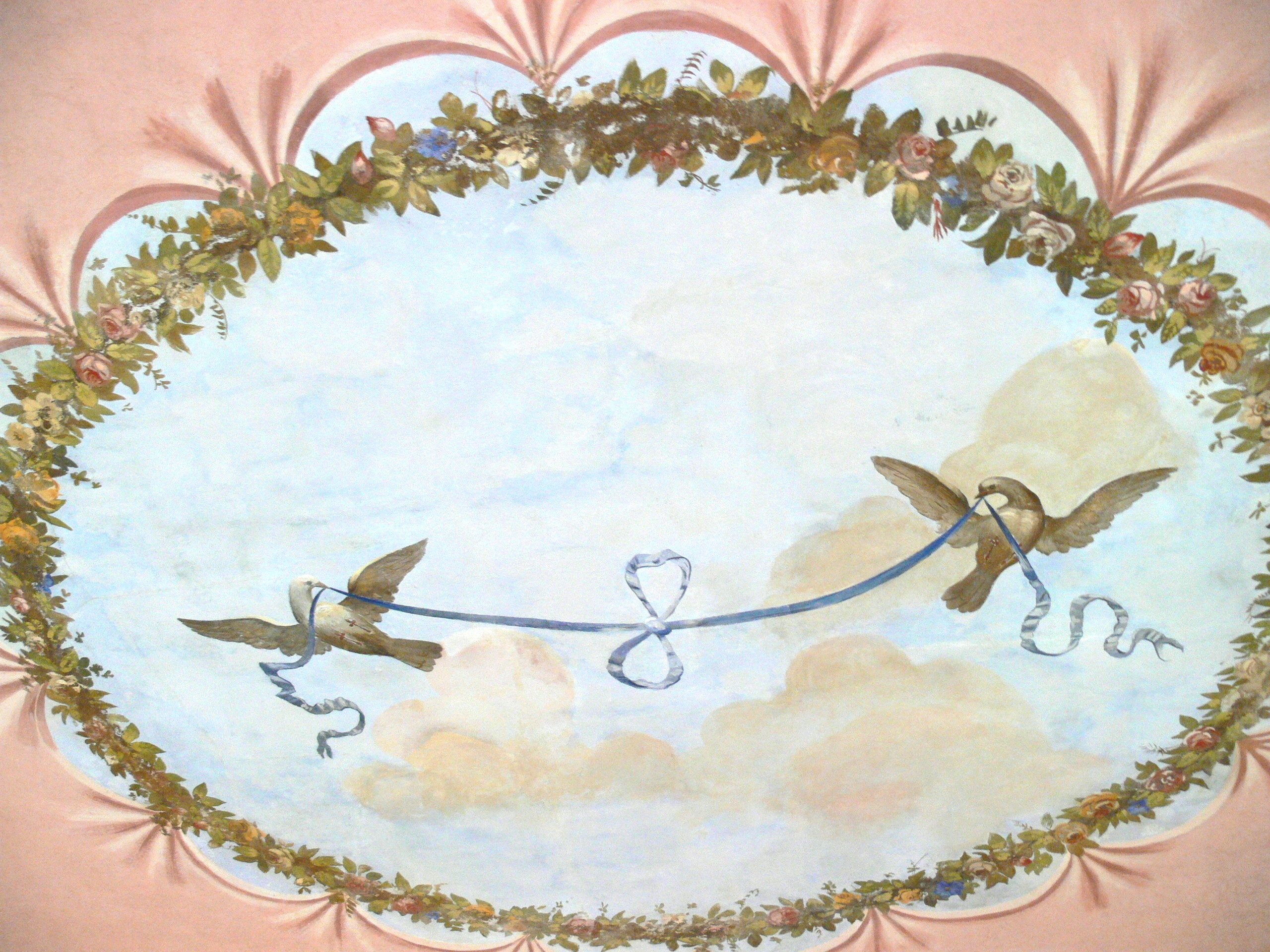
Потолочная роспись в комнате «Любовный узел»

### Галерея Демидова

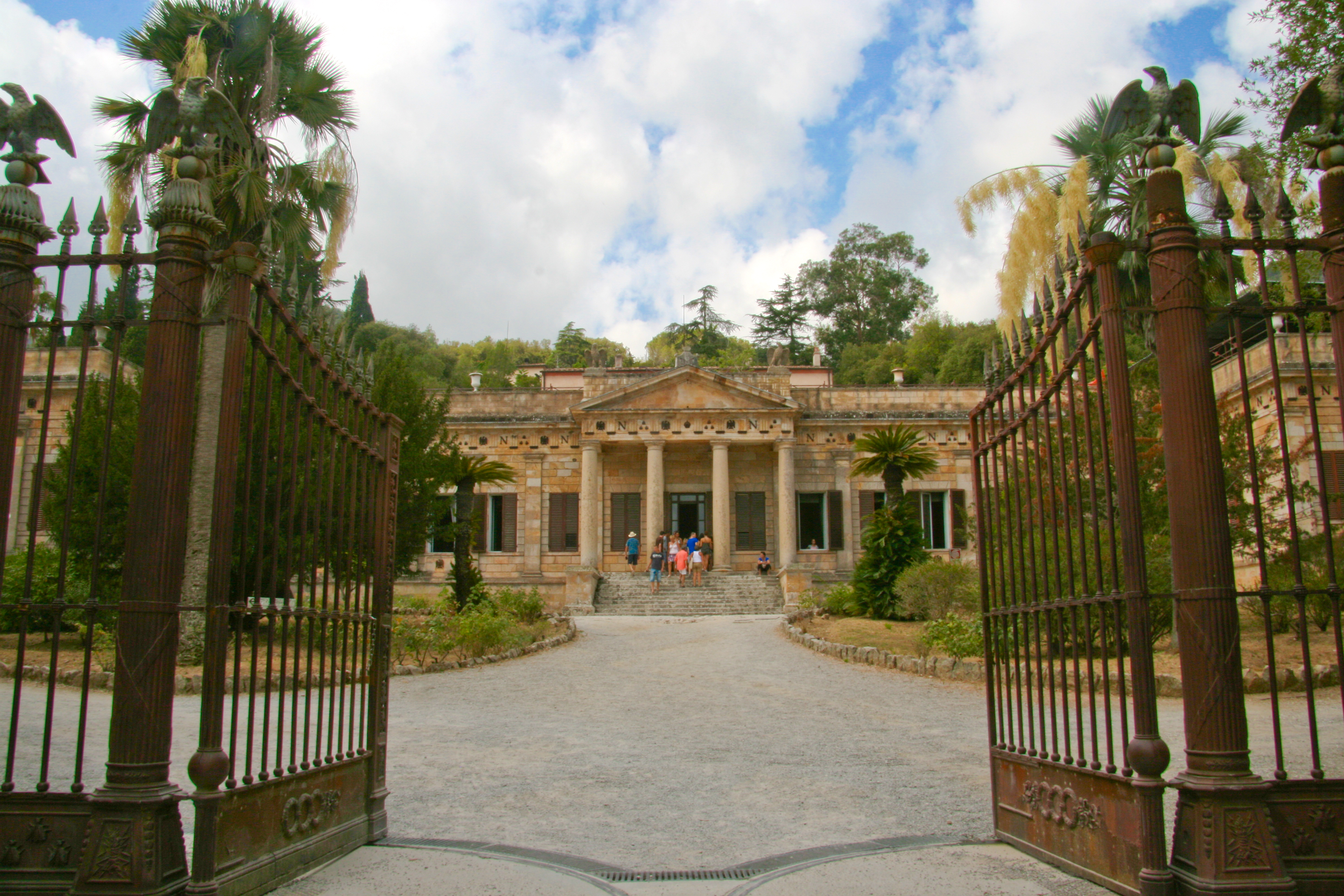
Главный фасад галереи Демидова

После Ста дней вилла оставалась в запущенном состоянии в течение многих лет, пока не перешла к русскому князю Анатолию Демидову, сыну русского посла в Флоренции, после его женитьбы на внучке Наполеона Матильде Бонапарт.
В 1851 году Демидов построил так называемую Галерею Демидофф (итал. Galleria Demidoff), одноэтажное неоклассическое здание, спроектированное архитектором Никколо Матасом (автором фасада базилики Санта-Кроче во Флоренции). В этой галерее, украшенной двумя рядами гранитных колонн, Демидов устроил своего рода музей, посвящённый Наполеону, с оружием, картинами и другими памятными вещами. У входа находится статуя Галатеи, приписываемая Антонио Канове, которая, возможно, была вдохновлена чертами Полины Бонапарт.
Снаружи, в соответствии с доминирующим эклектичным стилем, была посажена аллея шелковичных деревьев и разбиты геометрические итальянские клумбы. В парке за виллой были высажены экзотические растения и установлены вольеры для разнообразных птиц. В 1880 году род Демидовых прервался (по крайней мере, их тосканская ветвь), и коллекция была утеряна. Наполеоновская галерея стала музеем, а затем выставочным залом для различных долгосрочных выставок. В наше время, после реставрации, здесь хранятся гравюры эпохи Наполеона из различных частных коллекций.

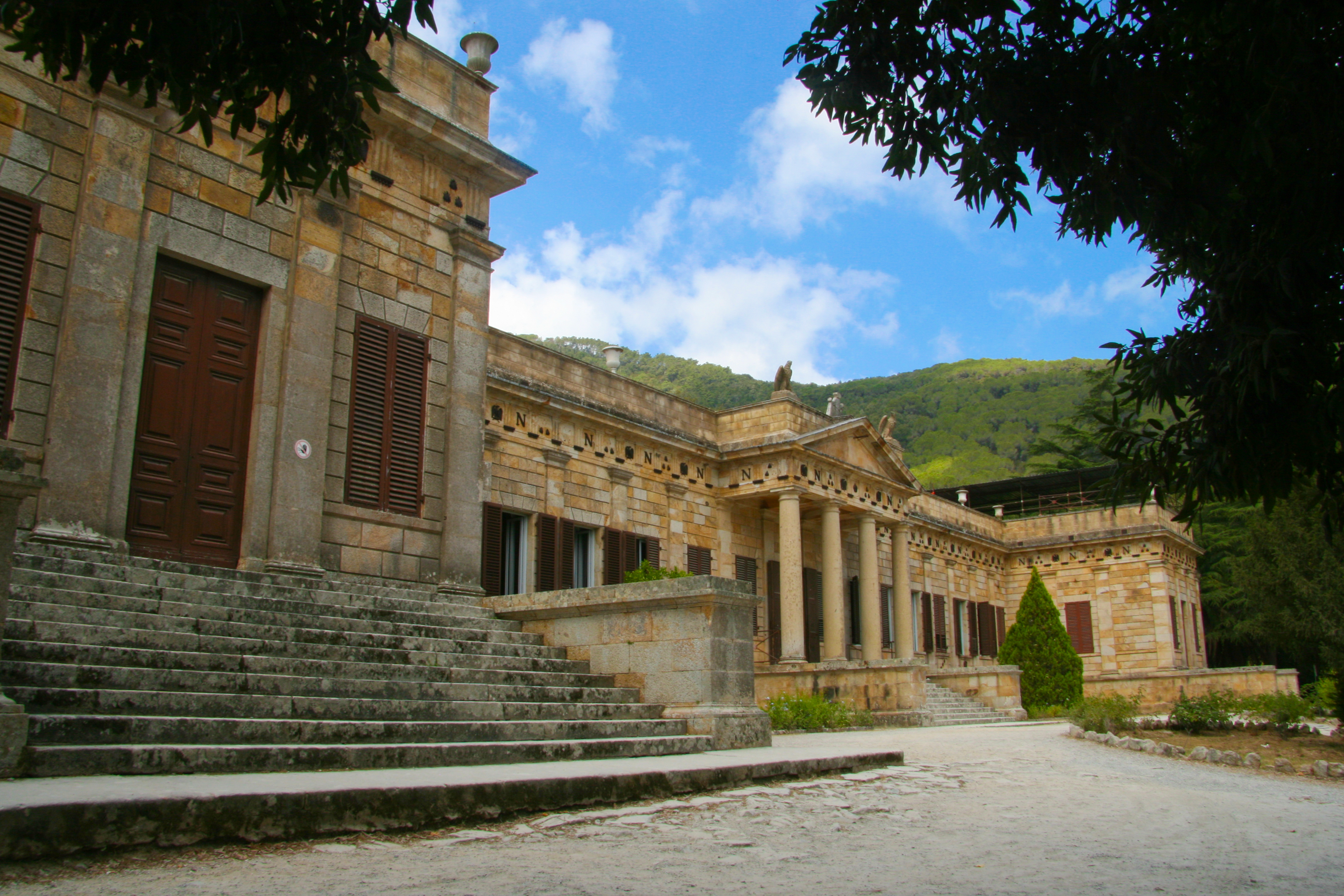
Фасад
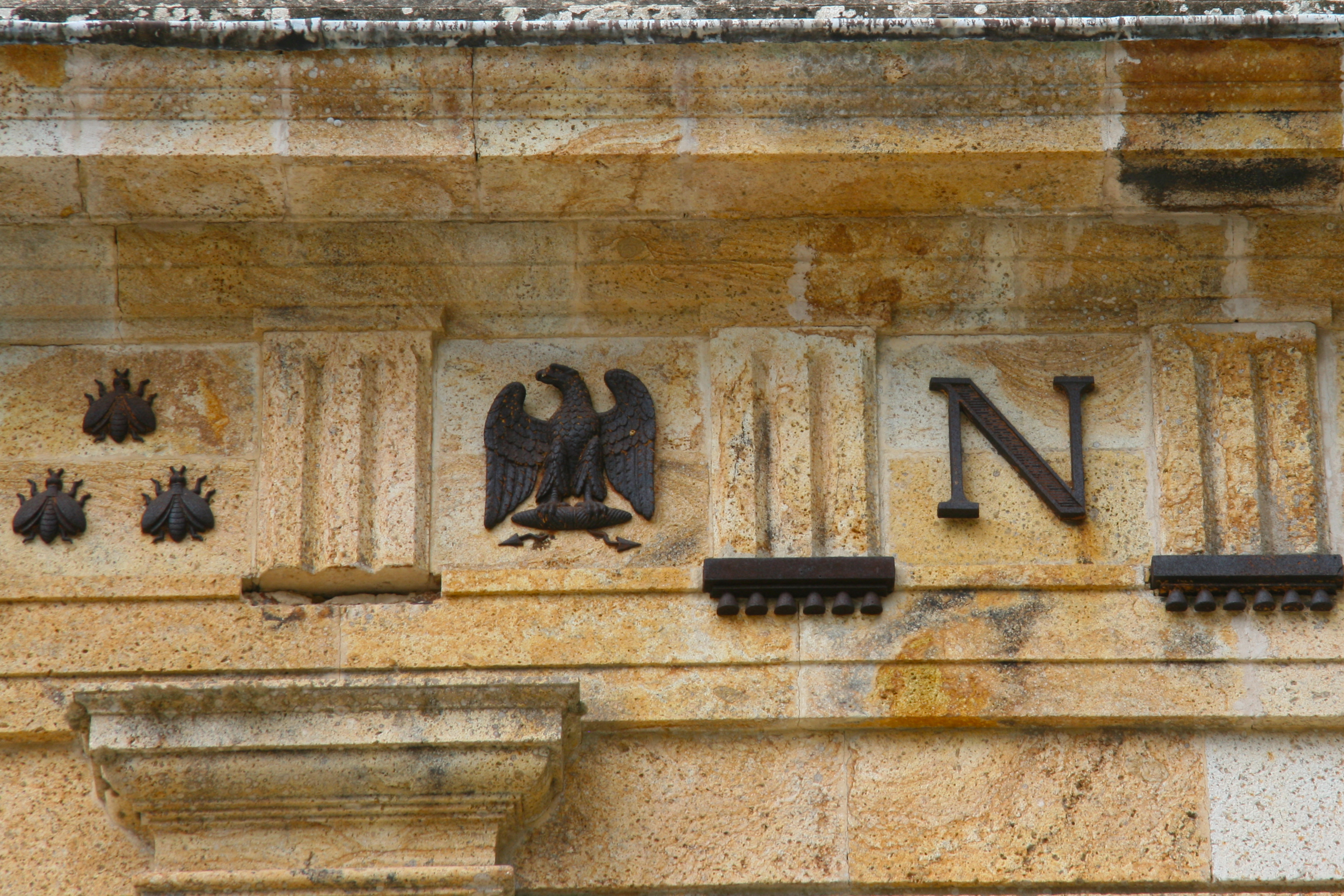
Эмблема имперского орла на фасаде
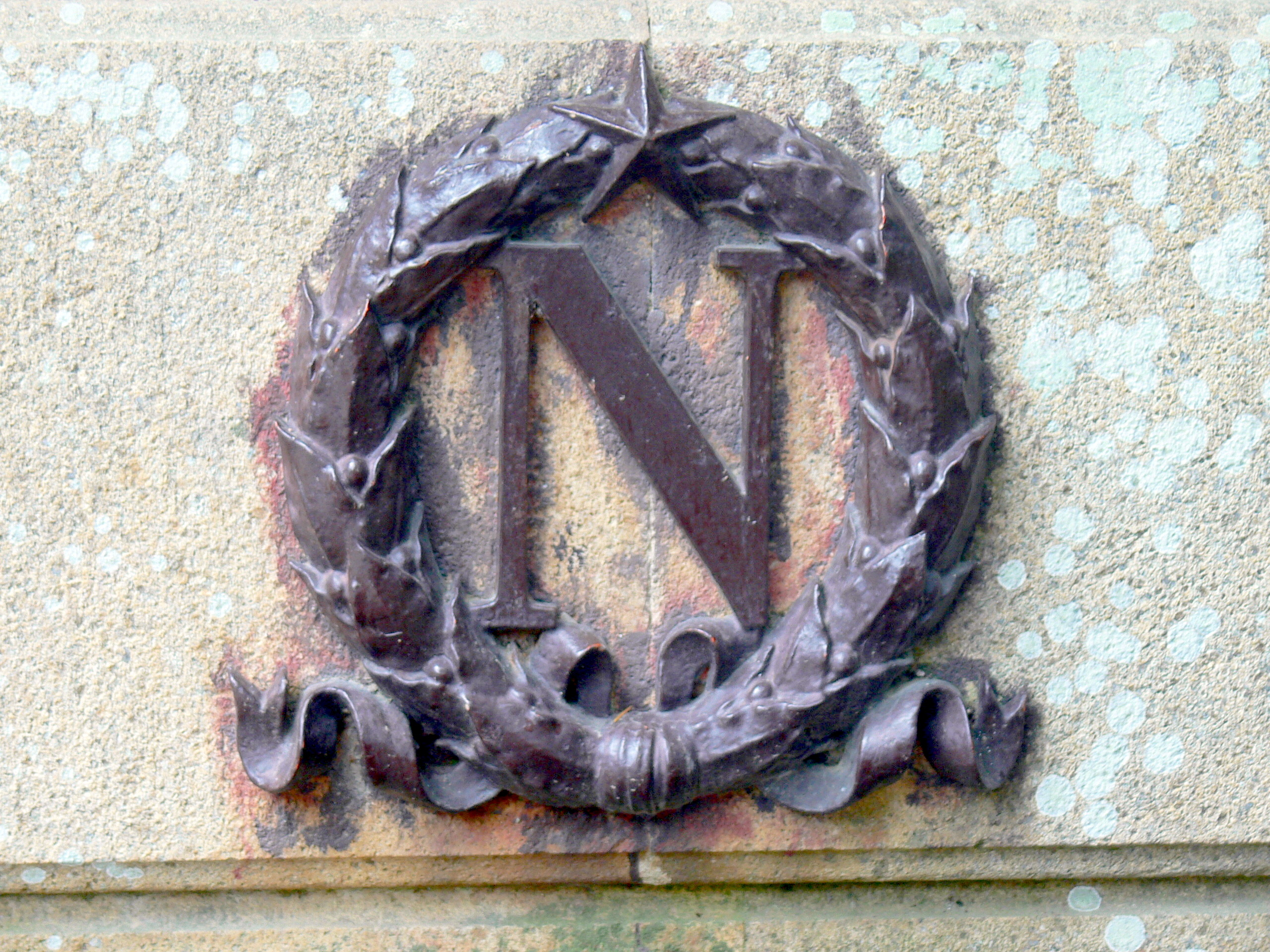
Эмблема Наполеона на фасаде
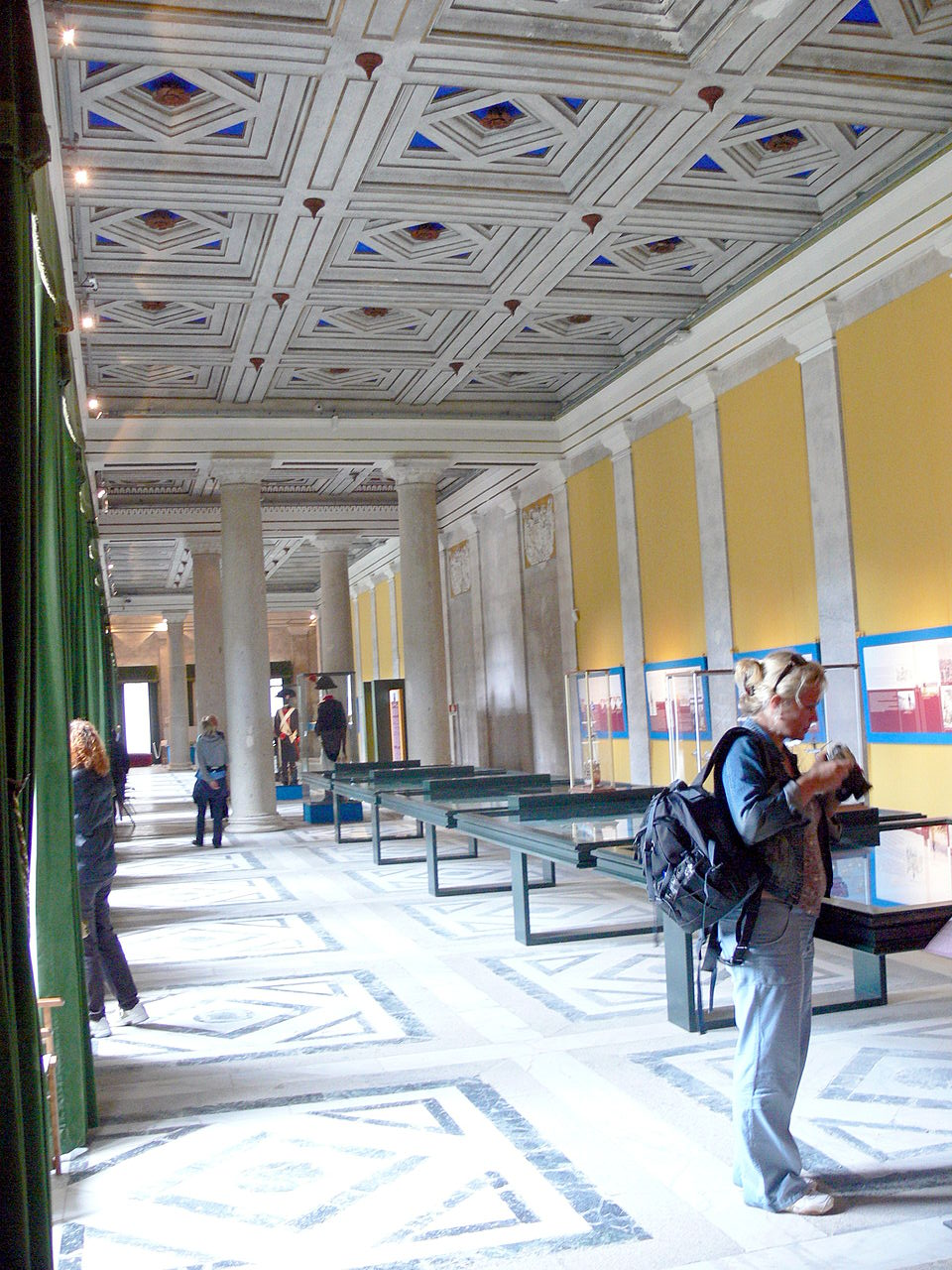
Музей в галерее
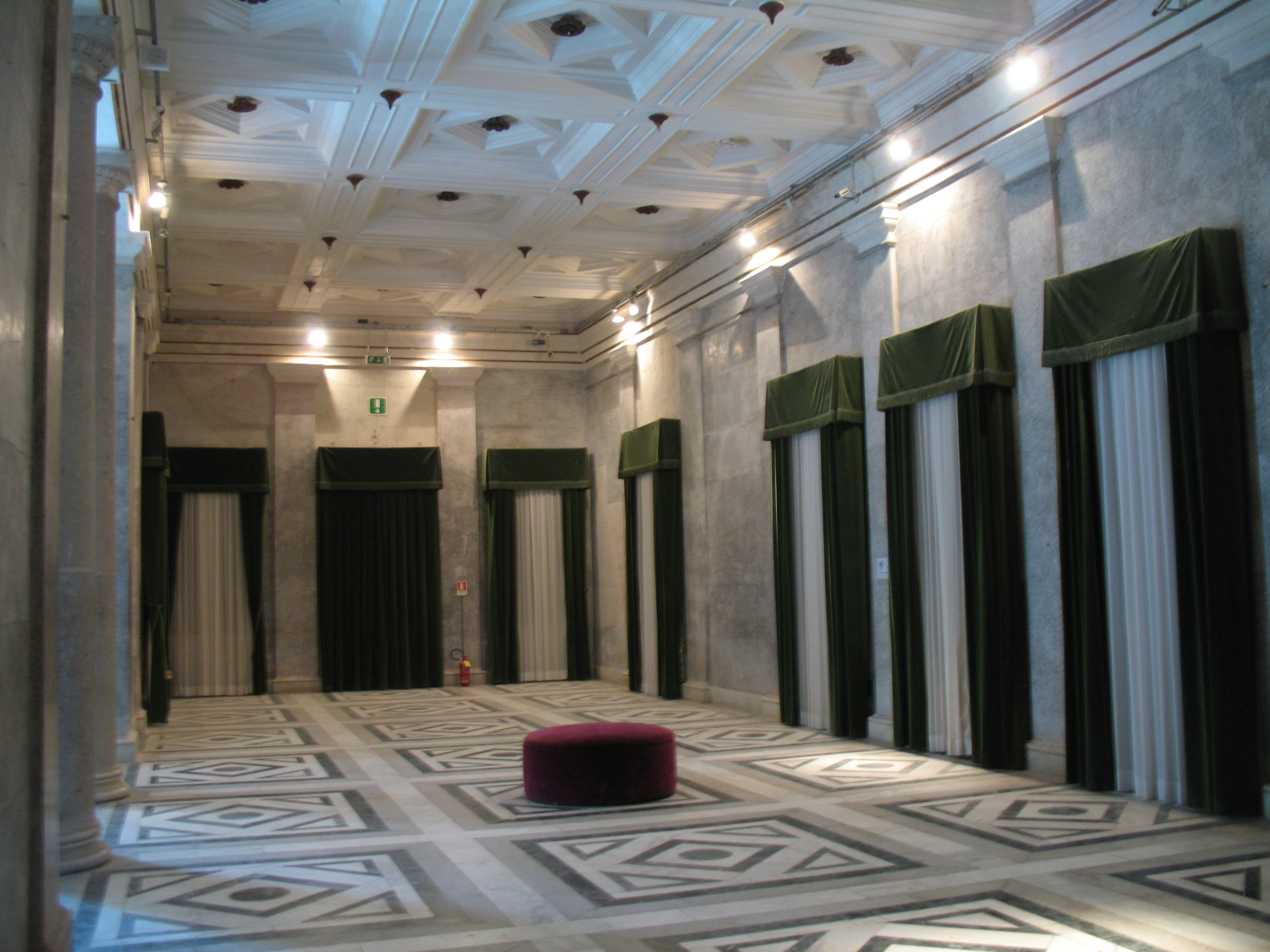
Интерьер галереи
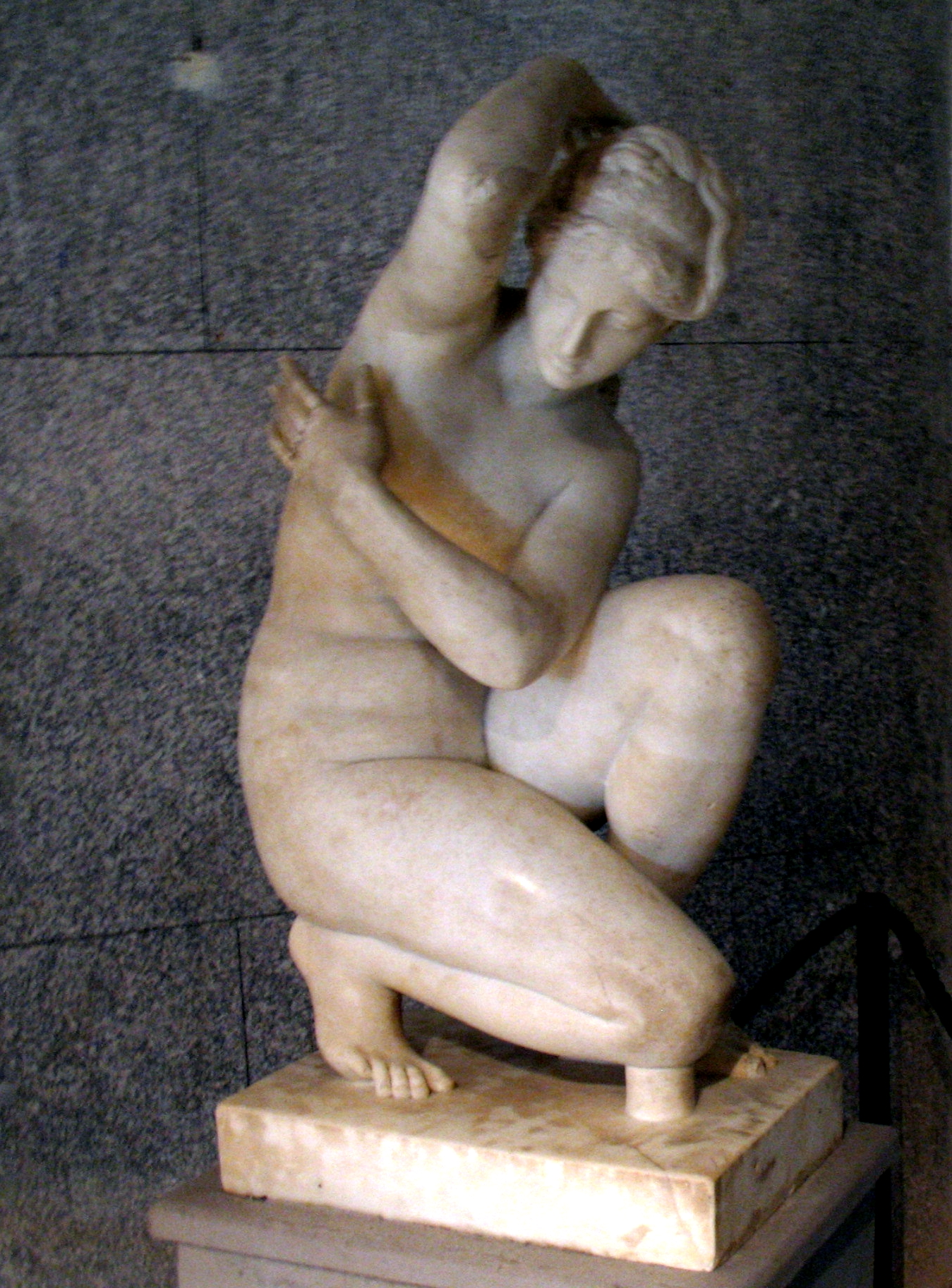
Скульптура Галатеи

## Дерево Наполеона

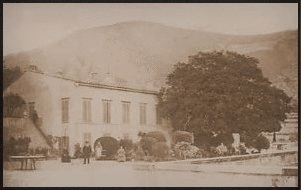
Фотография с изображением дерева Наполеона

На площади перед виллой с левой стороны, обращённой к Портоферрайо, до середины двадцатого века находился крупный экземпляр каркаса южного, который, по преданию, был посажен императором под руководством садовника Клода Холларда.

## Орнитологическая коллекция Эльбы
Основанная в 1897 году в помещении Галереи Демидовых, коллекция насчитывала около 900 чучел птиц с территории Эльбы, представляющих 215 орнитологических видов. Примечательно присутствие более 70 экземпляров Turdidae, наряду с экземплярами Loxia, Philomachus, Tringa, Ardea, Larus, Phalacrocorax, Procellaria, Podiceps, Alca и Fratercula. В коллекцию также вошли 250 видов рыб, хранившихся в заспиртованном и высушенном виде. В 1901 году коллекция перешла от Убальдо Тониетти к Пиладе Дельбоно. В августе 1908 года её осмотрел король Италии Виктор Эммануил III. Орнитологическая коллекция Эльбы была расхищена во время Второй мировой войны.